# Ladder 49
Ladder 49 är en amerikansk film från 2004.

## Handling
Erfarne brandmannen Jack Morrison (Joaquin Phoenix) får med hjälp av veteranen kapten Mike Kennedy (John Travolta) erfarenhet och mognad i sitt yrke, men allt arbete han lagt ner har inneburit väldiga risker. Jacks relation till barn och fru har försämrats av arbetsbördan, och han börjar tänka om. När han rycker ut för att försöka släcka en brand i ett 20-våningshus blir han instängd, och Mike försöker frenetiskt rädda honom.

## Om filmen
Filmen blandar ett visst mått av action med ganska stora mängder drama och relationsfilm. Berättelsen om Jack byggs upp med hjälp av en mängd återblickar i Jacks liv, på och runt stationen.

## Rollista (i urval)
- Joaquin Phoenix - Jack Morrison
- John Travolta - Captain Mike Kennedy
- Jacinda Barrett - Linda Morrison
- Robert Patrick - Lenny Richter
- Morris Chestnut - Tommy Drake
- Billy Burke - Dennis Gauquin
- Jay Hernandez - Keith Perez